# Bietia
Bietia is een geslacht van kevers uit de familie bladsprietkevers (Scarabaeidae). Het geslacht werd voor het eerst wetenschappelijk beschreven in 1898 door Fairmaire.

## Soorten
- Bietia barclayi Krajcik, 2012
- Bietia minima Krajcik, 2011
- Bietia naxiorum Jákl, Král & Kubán, 2010
- Bietia rudicollis Fairmaire, 1898
- Bietia simillima Fairmaire, 1898